# Муаззез Ілміє Чіг
Муаззез Ілміє Чіг (тур. Muazzez İlmiye Çığ; 20 червня 1914, Бурса, провінція Бурса, Туреччина — 17 листопада 2024) — турецький археолог і ассиролог.

## Біографія
Муаззез Ілміє Ітіл (тур. İtil) народилася 20 червня 1914 року у родині кримських татар, родини яких виїхали із Криму до Туреччини. Батькова сім'я мешкала у місті Мерзіфон, а родина по лінії матері — у північно-західному місті Бурса, четвертому за величиною місті країни, яке на той час було великим регіональним адміністративним центром Османської імперії. Батько Муаззез був учителем. Після того як греки захопили Ізмір у ході Першої світової війни, її сім'я переїхала до міста Чорум, де Муаззез завершила початкову школу. Згодом дівчина повернулася до рідного міста і 1931 року закінчила там навчання на вчителя початкових класів.
Наступні майже п'ять років вона навчала дітей у місті Ескішехір, а 1936 року вступила на факультет хеттології до Університету Анкари, який у 1935 році заснував Мустафа Кемаль Ататюрк. Серед її викладачів було два відомих дослідників — Ганс Гюстав Гютербок і Бенно Ландсбергер — німецьких євреїв, що втекли із гітлерівської Німеччини й пропрацювали Другу світову війну професорами у Туреччині.
1940 року Муаззез закінчила навчання й почала працювати у Музеї Стародавнього Сходу, який входить до складу Археологічного музею Стамбула, спеціалістом із клинопису на глиняних табличках, тисячі яких зберігалися у фондах установи без опису та перекладу. Завдяки її зусиллям із розшифрування табличок та публікації результатів, музей став відомим навчальним центром із вивчення мов Середнього Сходу.
Була одружена із M. Кемаль Чіг (тур. M. Kemal Çığ), директором музею палацу Топкапи.

## Професійна кар'єра та судова справа
Муаззез Ілміє Чіг є почесним членом Німецького археологічного інституту та Інституту доісторичних наук при університеті Стамбула. Вона здобула визнання у своїй професії за сумлінні та систематичні дослідження, наукові статті та науково-популярні статті у журналах і газетах, таких як Belleten та Bilim ve Ütopya. У 2002 році її автобіографію — Çivi çiviyi söker, оформлену у вигляді серії інтерв'ю журналіста Серхата Озтюрка (тур. Serhat Öztürk), — опублікував Türkiye İş Bankası, провідний банк країни. Вона є автором 13 книг.
Муаззез також відома своїм відстоюванням секуляризму та прав жінок у Туреччині. Вона зверталася до Еміне Ердоган, дружини турецького лідера, із проханням зняти свій хіджаб як приклад для наслідування іншим жінкам.
2005 року вона опублікувала книгу, де описувала, серед інших тем, своє дослідження з історії одягу в ісламі, відповідно до якого носіння хіджабу не є винаходом мусульманського світу, це був одяг шумерійських жриць, які здійснювали сексуальну ініціацію молодих чоловіків. Її та видавця звинуватили у «розпалюванні ненависті на ґрунті релігійних відмінностей». Сама судова справа та виправдання професора Чіг набули широкого розголосу. Муаззез заперечувала звинувачення, стверджуючи, що «Я є жінкою науки… Я ніколи б не образила когось». Суддя виправдав її ще під час першого слухання, а пізніше й видавця було виправдано.

## Вибрана бібліографія
- 1993: Zaman Tüneli ile Sümer'e Yolculuk (укр. Подорож до Шумеру через тунель часу) (написана як література для освіти дітей)
- 1995: Kur'an, İncil ve Tevrat'ın Sümer'deki Kökeni (укр. Походження Корану, Біблії та Тори у Шумері)
- 1996: Sümerli Ludingirra (укр. Шумерієць Людінгірра, ретроспективна наукова фантастика) (İbrahim Peygamber)
- 1997: The Prophet Abram, According to Sumerian Writings and Archeological Findings
- 1998: İnanna'nın Aşkı (укр. Любов Інанни, віра у святий шлюб у Шумері)
- 2000: Hititler ve Hattuşa (укр. Хетти та Хаттуса, як записано Іштар) (Ortadoğu Uygarlık Mirası)
- 2002: Civilization Heritage in the Middle East
- 2005: Bereket Kültü ve Mabet Fahişeliği (укр. Культ родючості та священна проституція)